# Ајрон Поуст (Оклахома)
Ајрон Поуст (енгл. Iron Post) насељено је место без административног статуса у америчкој савезној држави Оклахома.

## Демографија
По попису из 2010. године број становника је 92, што је 25 (-21,4%) становника мање него 2000. године.
| Група             | 2000.      | 2010.      |
| Белци             | 68 (58,1%) | 66 (71,7%) |
| Афроамериканци    | 0 (0,0%)   | 0 (0,0%)   |
| Азијати           | 0 (0,0%)   | 0 (0,0%)   |
| Хиспаноамериканци | 2 (1,7%)   | 0 (0,0%)   |
| Укупно            | 117        | 92         |